# Soham Chakraborty
Soham Chakraborty (bengalí: সোহম চক্রবর্তী) es un cantante de playback indio, que ha interpretado varios temas musicales para las películas de Bollywood, así como para películas en bengalí. Fue declarado ganador en el Zee "Sa-re-ga-ma" (un concurso musical) en el 2000 (a la edad de 10 años). Hasta fecha su gran éxito es "En dino", canción que fue interpretada para una película titulada "Life In A... Metro".

## Biografía
Soham comenzó a cantar cuando cumplió unos 10 años de edad. Se formó en la música clásica indostánica bajo la tutela de los Pandits Jayendra Ghosh, Ustad Mohammed Khan Sagiruddin Saab y Sukhdev Sengupta. Los directores de música como Bappi Lahiri y O P Nayyar, sugirieron que Soham si quería ser cantante para dedicarse a la música como una carrera profesional, aunque tuvo que cambiar de residencia a Mumbai. Desde entonces empezó a vivir en Mumbai. Llegó a Mumbai en el 2002.

## Carrera
Tuvo que hacer todo el sacrificio para convertir sus sueños en realidad. Interpretó temas musicales para anuncios publicitarios como Ada y Dil Samundar (Garam Masala), a pesar de que finalmente fue doblada por Sonu Nigam y KK, respectivamente. Ha hecho varios jingles publicitarias para Emami y McDonalds, junto con el director de música Pritam. Si bien tuvo la oportunidad de cantar en 13 idiomas,principalmente en Telugu, Tamil, Bhojpuri y Asamés. Ha cantado muchas canciones en hindi y bengalí para las películas de Bollywood y para el cine bengalí respectivamente.

## Filmografía

### Bengali songs
- Referencias:[1]

#### 2007
| Película    | Canción                  | Co-intérprete(s) |
| ----------- | ------------------------ | ---------------- |
| Jiban Sathi | "Aaj Tomake Tomar Theke" | Sadhana Sargam   |

#### 2008
| Película        | Canción                   | Co-intérprete(s) |
| --------------- | ------------------------- | ---------------- |
| Bor Asbe Ekhuni | "Saiyaan (Male)"          |                  |
| Bor Asbe Ekhuni | "Baba Aamar Biye Hobe Na" |                  |

#### 2009
| Película           | Canción                       | Co-intérprete(s) |
| ------------------ | ----------------------------- | ---------------- |
| Bhalobasa Jindabad | "Aamar Bhalobasa Jitbei"      | Anweshaa         |
| Bhalobasa Jindabad | "Tumi Samne Achho"            | June Banerjee    |
| Bhalobasa Jindabad | "O Golap Tumi Aaj Gandho Dio" | June Banerjee    |

#### 2010
| Película            | Canción                                | Co-intérprete(s)       |
| ------------------- | -------------------------------------- | ---------------------- |
| Bondhu Eso Tumi     | "Ei Mon Shono Na Kichhu Katha Bolchhe" | Sanchita Bhattyacharya |
| Mon Je Kore Uru Uru | "O Mon Pakhi"                          | Shreya Ghoshal         |
| Mon Niye            | "Jonaki Mon"                           | Zubeen Garg            |
| Love Circus         | "Tomake Chai"                          | Pamela Jain            |

#### 2011
| Película    | Canción                     | Co-intérprete(s)         |
| ----------- | --------------------------- | ------------------------ |
| Bindas Prem | "Ki Aagun Jele Dile"        | Sneha Pant               |
| Bindas Prem | "Ei Duniyai Koto Kichi Hoy" | June Banerjee            |
| Achena Prem | "Kar Monete Ki Swapno"      |                          |
| Shotru      | "Ore O Baul Mon"            | Monali Thakur, Javed Ali |
| Shotru      | "Rakhe Hori"                | Javed Ali                |
| Fight 1:1   | "Let's Go"                  | Anweshaa                 |
| Fight 1:1   | "Tumi Haat Barale"          | Anweshaa                 |
| Fight 1:1   | "Eka Hote Chai"             |                          |

### Canciones en hindi
- Referencia:[2]

#### 2006
| Película | Canción       | Co-intérprete(s)                  |
| -------- | ------------- | --------------------------------- |
| Dhoom 2  | "Dil Laga Na" | Mahalakshmi Iyer, Suzanne D'Mello |

#### 2007
| Película           | Canción                        | Co-intérprete(s) |
| ------------------ | ------------------------------ | ---------------- |
| Life In A... Metro | "In Dino"                      |                  |
| Hattrick           | "Kahan Kho Gaya - Reprise"     |                  |
| Hattrick           | "Kahaan Kho Gaya Hai Dil Mera" |                  |
| Dhol               | "O Yaara Dhol Bajaake"         | Sohail Kaul      |

#### 2009
| Película                 | Canción                  | Co-intérprete(s)            |
| ------------------------ | ------------------------ | --------------------------- |
| Bolo Raam                | "Do Dil Hai Janwa "      | Monali Thakur               |
| 3 Nights 4 Days          | "Har Mausam"             | Akriti Kakar                |
| All the Best: Fun Begins | "All the best"           | Antara Mitra                |
| Shaabash! You Can Do It  | "You Can Do It Shaabash" |                             |
| Shaabash! You Can Do It  | "Lagta Nahi Dil"         |                             |
| Life Partner             | "Teri Meri Yeh Zindagi"  | Shreya Ghoshal              |
| Life Partner             | "Aage Aage"              | Mika Singh, Antara Mitra    |
| Billu                    | "Khudaya khair"          | Monali Thakur, Akriti Kakar |

#### 2010
| Película              | Canción                      | Co-intérprete(s)   |
| --------------------- | ---------------------------- | ------------------ |
| Toh Baat Pakki!       | "Karle Mujhse Pyaar - Remix" | Pritam Chakraborty |
| Do Dilon Ke Khel Mein | "Ajnabee Ehsas Ko"           |                    |
| Chance Pe Dance       | "Pal Mein Hi"                | Shreya Ghoshal     |

#### 2012
| Película          | Canción                      | Co-intérprete(s)  |
| ----------------- | ---------------------------- | ----------------- |
| Love Possible     | "Pehli Dafa Hai (Unplugged)" |                   |
| Love Possible     | "Pehli Dafa Hai"             |                   |
| Yeh Khula Aasmaan | "Tum Mile"                   | Gayatri Ganjawala |

## Reconocimientos
| Año  | Premio            | Categoría                                    | Película           | Resultado | Referencia |
| ---- | ----------------- | -------------------------------------------- | ------------------ | --------- | ---------- |
| 2008 | Screen Award 2008 | Screen Award for Best Playback Singer - Male | Life In A... Metro | Ganador   | [ 3 ]      |